# 斯基亞索斯城堡

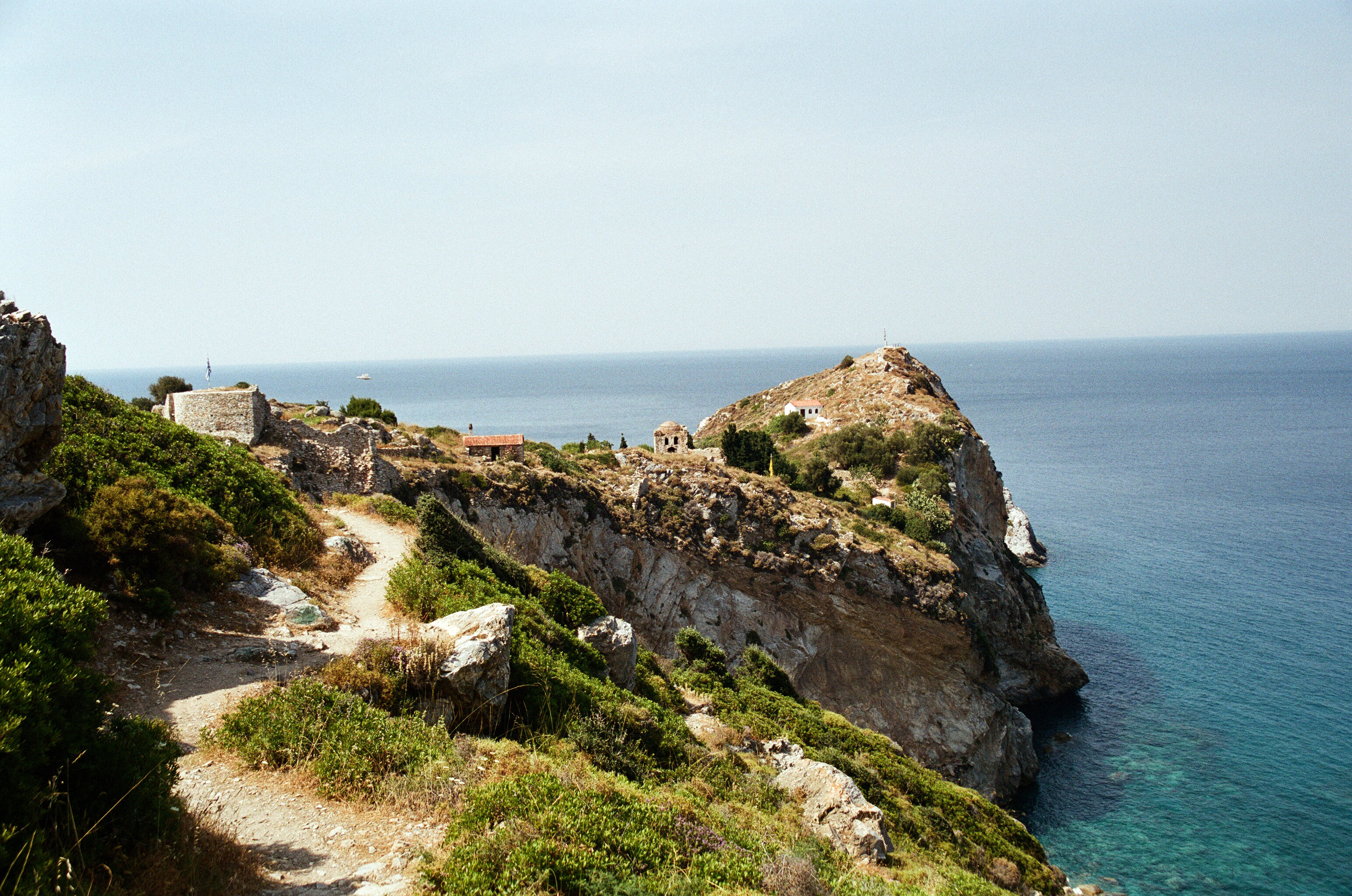

斯基亞索斯城堡（希臘語：Κάστρο της Σκιάθου）是希臘的一座城堡，位於斯基亞索斯島北部。這座城堡在14世紀中期至1829年是島上的主要居民點，但現在已被廢棄，成為受保護的考古遺址。